# Iris Robinson
Iris Collins (Belfast, 6 september 1949) is een voormalig Noord Ierse politica. Ze is getrouwd met Peter Robinson en heeft daarna zijn naam aangenomen. Ze kwam in 2010 vooral in de media door een buitenechtelijke relatie in 2008 waarbij ze partijgeld had gebruikt. 

## Biografie[1]
Collins ging naar de Cregagh Primary School, de Knockbreda Intermediate School en het Cregagh Technical College alvorens ze secretaresse werd. In 1970 huwde ze met Peter Robinson en samen hebben ze twee zonen en een dochter. 
Haar politieke carrière begon in 1989 toen ze voor de Democratische Unionistische Partij in Castlereagh Borough Council verkozen werd. Collins werd burgemeester van Castlereagh in 1992. 
In 1998 werd ze verkozen in het Assemblee voor Noord-Ierland en van 2001 tot 2010 was ze lid van het Parlement van het Verenigd Koninkrijk voor Strangford.
Toen in 2010 uitlekte dat ze in 2008 een affaire had met de 19-jarige Kirk McCambley, kwam ook aan het licht dat ze daarvoor geld uit de partijkas gebruikt had. Ze legde daarop al haar openbare functies neer. Na een zelfmoordpoging werd ze opgenomen in een psychiatrisch ziekenhuis.